# نخستین مردان در ماه (فیلم ۱۹۱۹)
نخستین مردان در ماه (انگلیسی: The First Men in the Moon) یک فیلم صامت در سبک علمی–تخیلی به کارگردانی بروس گوردون است که در سال ۱۹۱۹ منتشر شد. بروس گوردون، هدر تاچر و لایونل دی‌آراگون از بازیگران این فیلم بوده‌اند.